# Project I.G.I.
Project I.G.I. (tên đầy đủ Project I.G.I.: I'm Going In) là trò chơi bắn súng góc nhìn thứ nhất được phát triển bởi Innerloop Studios và phát hành ngày 15 tháng 12, năm 2000 bởi Eidos Interactive. Đây là một trong những trò chơi máy tính đầu tiên sử dụng vũ khí mô phỏng thật và giả lập tình huống chiến đấu. Sau khi phát hành, game được đánh giá là có vài thiếu sót, chẳng hạn như lập trình AI kém, thiếu tuỳ chọn lưu game trong khi chơi, và tính năng nhiều người chơi. Tuy nhiên, game được ca ngợi về nghệ thuật âm thanh và đồ họa, một phần nhờ vào sử dụng game engine độc quyền mà trước đó đã được sử dụng trong game Joint Strike Fighter của hãng.
Phần tiếp theo của game phát hành năm 2003 với tựa đề I.G.I. 2: Covert Strike.
Phần tiền truyện I.G.I. Origins được Toadman Interactive công bố vào năm 2019 và phát triển bởi AntiMatter Games. Nhưng vào tháng 6 năm 2023 AntiMatter Games đã chính thức bị đóng cửa và dự án I.G.I Origins sẽ mãi mãi trở thành tựa game bắn súng hành động lén lút đỉnh nhất mà chúng ta không bao giờ đụơc chơi.

## Cốt truyện
Điệp viên người Anh David Jones được phái đi truy bắt tay buôn lậu vũ khí người Nga Josef Priboi - kẻ được cho là có thông tin về một đầu đạn hạt nhân bị đánh cắp. Khi giúp Tướng Harrison bắt giữ Josef Priboi, David Jones phát hiện ra rằng, mọi hoạt động của vụ này là do Jach - chú của Josef Priboi, cầm đầu. David Jones xâm nhập vào căn cứ thông tin liên lạc của Jach và phát hiện vị trí ẩn náu của Jach.
Lúc Jach bị bắt và áp tải bằng trực thăng, các trực thăng bị bắn hạ bởi Ekk. Ekk giải cứu Jach, tịch thu các thiết bị của David Jones. David Jones và Josef Priboi hợp tác đặt ra một cái bẫy để nhử Ekk và tìm vũ khí hạt nhân. Ekk trốn thoát được trong cuộc đụng độ đầu tiên với Jones, nhưng sau đó David Jones tìm thấy nơi ẩn náu, cất giấu đầu đạn hạt nhân của Ekk; đồng thời tiêu diệt cô ả.

## Nhân vật
- David Jones – Một điệp viên của I.G.I. (Institute for Geotactical Intelligence) và lực lượng Đặc nhiệm Không Quân Anh (SAS). Người chơi điều khiển David Jones như nhân vật chính.
- Rebecca Anya – Anya là người ở Bộ chỉ huy I.G.I. trực tiếp liên lạc với David Jones thông qua radio. Cô xuất hiện trong nhiệm vụ cuối cùng để gỡ bom.
- Jach Priboi – Trùm buôn lậu vũ khí người Nga.
- Josef Priboi – Cháu của Jach và là tay chân thân cận của hắn.
- Ekk – Trùm khủng bố Nga có ý định huỷ diệt châu Âu bằng vũ khí hạt nhân.
- Tướng Harrison – Chỉ huy quân đồng minh viện trợ David Jones trong một số nhiệm vụ. Từng là cựu quân nhân Biệt Động Quân Hoa Kỳ.